# Campeonato Mundial de Fórmula 1 de 2006
O Campeonato Mundial de Fórmula 1 de 2006 foi o 57° realizado pela FIA. Teve como campeão o espanhol Fernando Alonso, da Renault, sendo vice-campeão o alemão Michael Schumacher, da Ferrari. Foi a primeira temporada a legalizar somente a utilização de motores V8, limitados a 19000 rpm, abolindo qualquer outra configuração, com exceção da equipe Toro Rosso, que devido a questões financeiras para o projeto de um novo motor V8 e um consenso com todas as equipes, adotou a utilização da configuração V10, limitada a 17000 rpm por toda a temporada, não sendo permitida pela FIA a mais nenhuma equipe utilizar. Nesta temporada o recordista Michael Schumacher se aposentou como piloto, vindo a retornar quatro anos depois à categoria, pela equipe Mercedes GP, para a temporada de 2010. A temporada marcou ainda a despedida da fornecedora de pneus Michelin da categoria.

## Resumo da temporada
A temporada foi marcada pela grande disputa entre Fernando Alonso, campeão em 2005, e Michael Schumacher. A Ferrari, após um ano decepcionante em 2005, deu a volta por cima, fez um carro competitivo, também tendo uma ajuda do regulamento, que voltou a permitir trocas de pneus. A equipe italiana teve muitas dificuldades por conta disso. Na primeira etapa da temporada, no Barém, Schumacher marcou sua pole de número 65, se igualando a Ayrton Senna, que era o recordista. Porém, na corrida, Alonso levou a melhor na estratégia, deixando o alemão em segundo. Vale destacar a grande atuação de Kimi Raikkonen, que saiu em último e chegou em terceiro. Tudo parecia indicar que a disputa seria entre os 3. Porém, a McLaren não conseguiria acompanhar o ritmo das duas rivais. A etapa seguinte foi na Malásia e a vitória acabou com Giancarlo Fisichella, que venceu de ponta a ponta e dessa vez não foi ofuscado por Alonso. A Ferrari teve problemas nos treinos e Schumacher teve que fazer uma corrida de recuperação, chegando em sexto, atrás do companheiro Felipe Massa. Na etapa seguinte, na Austrália, Alonso voltou a vencer e como é tradição, a corrida em Melbourne foi bastante confusa, com vários acidentes. Dois deles proporcionaram o abandono de ambos os pilotos da Ferrari. Com isso, Alonso ficava tranquilo na liderança.
A Ferrari se recuperou correndo em casa, no GP de San Marino. Schumacher fez sua pole 66 e quebrou mais um recorde (que recentemente foi superado por Lewis Hamilton) e venceu a corrida, só não ocupando a liderança quando parou nos boxes. Alonso bem que tentou e perseguiu muito o alemão nas últimas voltas, mas Schumacher se defendeu muito bem e o circuito travado de Ímola, onde ultrapassagens ficaram quase impossíveis depois das reformas, também ajudou. A etapa seguinte foi o GP da Europa, e novamente Schumacher fez a alegria de sua torcida, dessa vez correndo em seu país, no circuito de Nurburgring. Alonso fez a pole, mas o alemão se fez valer de sua boa e velha estratégia nos boxes, vencendo a corrida. Vale destacar o primeiro pódio do brasileiro Felipe Massa, que foi terceiro, segurando a pressão de Raikkonen no fim. Nesse momento, Alonso tinha 44 pontos e Schumacher 31. A Renault 62 e a Ferrari 46.
A corrida seguinte foi o GP da Espanha e Alonso, depois de bater na trave em 2005, finalmente comemorou uma vitória diante de sua torcida, numa corrida bastante monótona, voltando a abrir vantagem para Schumacher, segundo colocado. A etapa seguinte foi em Mônaco e nos treinos teve uma polêmica com Schumacher: o alemão tinha a pole, mas bateu o carro na Rascasse, impossibilitando os demais de bater seu tempo. Como resultado, foi punido e largou em último. Alonso largou na pole e venceu a corrida, seguido de Montoya e Coulthard, que conquistava o primeiro pódio da RBR. Schumacher fez uma boa corrida de recuperação, chegando em quinto, pressionando seu ex companheiro Rubens Barrichello no fim. As duas etapas seguintes não tiveram muitas emoções e Alonso venceu com facilidade na Grã Bretanha e no Canadá, com o alemão em segundo nas duas corridas. Alonso chegava a 84 pontos e Schumacher a 59, dando a impressão de que conquistaria o bicampeonato facilmente.
Porém, no GP dos EUA, começaria a reação do alemão, que fez a pole em Indianápolis. A corrida foi bastante confusa, com um acidente envolvendo 7 carros na largada, causado por Montoya, que tirou também seu companheiro Kimi Raikkonen da corrida. O acidente causou a demissão do colombiano. Lá na frente, um passeio da Ferrari, com vitória de Schumacher e Felipe Massa completando a dobradinha. Alonso chegou apenas em quinto, chegando a 88 pontos, contra 69 do alemão. A Renault tinha 131 pontos e a Ferrari 105. A corrida seguinte foi na França e Schumacher manteve sua reação, vencendo pela oitava vez em Magny Cours, um recorde absoluto. Felipe Massa, dessa vez, não conseguiu tirar pontos de Alonso, que chegou em segundo, entre os carros da Ferrari. Ainda tinha uma boa vantagem, de 96 a 79, mas a Ferrari se aproximou muito da Renault, com 121 pontos, enquanto os azuis tinham 142. No GP da Alemanha, a pole ficou com o finlandês Kimi Raikkonen, mas ele foi superado facilmente pela dupla da Ferrari nos boxes. Schumacher venceu diante da torcida e Felipe completou a dobradinha, colado no alemão. A Renault teve um péssimo rendimento, com Alonso em quinto e Fisichella em sexto. A partir desse momento, pela primeira vez no ano, de acordo com ele mesmo, Alonso estava preocupado. Tinha 100 pontos e Schumacher 89. A Renault tinha 149, 10 a mais que a Ferrari.
Porém, o GP da Hungria acabou sendo atípico, pois pela primeira vez na história chovia no dia da corrida em Hungaroring.  Além disso, os protagonistas largavam atrás e acabaram errando: Alonso arrancou na hora errada no pit stop e perdeu a roda. Tudo indicava que Schumacher iria se dar dar bem, pois estava em segundo, mas errou, teve sua suspensão quebrada e se arrastou no fim, ficando em oitavo. Lá na frente, Jenson Button surpreendeu, largou em décimo quarto e venceu sua primeira em 113 corridas. Com os erros dos protagonistas, a corrida acabou quase não alterando a situação no campeonato. No GP da Turquia, Felipe Massa marcou a sua primeira pole, com Schumacher em segundo e Alonso em terceiro. O planejamento da Ferrari era que o alemão passasse Felipe no primeiro pit stop, mas o italiano Vitantonio Liuzzi rodou e ficou atravessado na pista, provocando um carro de segurança, fazendo com que todos os pilotos parassem na mesma volta. Schumacher teve de esperar o pit stop do companheiro até ser atendido e quem agradeceu foi Alonso, que voltou na frente do alemão. Felipe Massa conquistou sua primeira vitória e Schummy foi pra cima do espanhol com todas as forças, chegando a ultrapassar e escapar. Não era o dia do alemão. Apesar do resultado ruim para o campeonato (Alonso tinha 108 pontos e Schumacher 96), a primeira vitória do brasileiro foi muito festejada e o resultado foi muito bom para o campeonato de construtores, pois a equipe italiana tinha 158 pontos, dois a menos que a rival.
A etapa seguinte foi o GP de Itália e a torcida ferrarista, como sempre, lotou o autódromo de Monza, ainda mais pelo fato de que o futuro de Schumacher seria definido ali. No Sábado, Kimi Raikkonen fez a pole, mas Schumacher não teve problemas para superá-lo e vencer a corrida, com o finlandês em segundo e um surpreendente Robert Kubica, que disputava sua terceira corrida, completando o pódio. Fernando Alonso estava em terceiro quando seu motor quebrou, ficando estagnado nos 108 pontos, enquanto Schumacher encostava de vez, com 106. Para completar o delírio dos italianos, a Ferrari tomou a dianteira nos construtores, com 168 a 165. Na coletiva após a cerimônia do pódio, o alemão anunciou o que todos já esperavam: que iria se aposentar no final daquele ano. A etapa seguinte, na China, parecia ser favorável à Renault, que colocou seus dois carros na primeira fila, com Alonso na pole. Schumacher era apenas o sexto. Mas o alemão tirou um coelho da cartola, deu um show de ultrapassagens e venceu a corrida, seguido de Alonso e Fisichella. Os dois estavam empatados em 116 pontos, com vantagem do alemão pelo número de vitórias (7 a 6). Por ter colocado seus dois pilotos no pódio, aliado ao abandono de Massa, a Renault retomou a ponta nos construtores, com 179 a 178. No Gp do Japão, a Ferrari dominou o treino em Suzuka, com Felipe Massa marcando a pole. A equipe fez a "mágica" para Schummy assumir a liderança. O alemão caminhava para uma tranquila vitória, mas o motor Ferrari deixou ele na mão, o que não acontecia havia 6 anos. O Caminho ficou livre para a vitória de Fernando Alonso, que abriu 10 pontos de vantagem, praticamente ganhando o título. A Renault chegou a 195 pontos, contra 186 da Ferrari.
A equipe Ferrari estava totalmente desolada em Suzuka, mas chegou em Interlagos, na etapa final, com Schumacher querendo uma despedida digna e Felipe Massa querendo vencer em casa. O título de pilotos era praticamente impossível, pois Schumacher precisava da vitória, torcendo para que Alonso não pontuasse. Para piorar, o alemão teve problemas no treino, largando em décimo, já descartando suas chances de título. Felipe marcou a pole. Na corrida, Felipe Massa não deu chances para ninguém, só deixando de ocupar a liderança em duas voltas. Chegou 18 segundos na frente de Fernando Alonso, que foi o segundo e comemorou o bi no pódio. Ele quebrava o recorde do próprio Schumacher: era o bicampeão mais jovem da história, feito que seria superado por Sebastian Vettel em 2011. Schumacher deu um show na despedida. Ovacionado pela torcida no fim de semana inteiro, recebeu um troféu de Pelé antes da corrida. Nas primeiras voltas, ultrapassou Nick Heidfeld, Robert Kubica, o irmão Ralf, Rubinho e Fisichella. Porém, esse último tocou levemente seu pneu com a asa dianteira, fazendo Schumacher ter que parar e cair para último. Mas o alemão deu um show: fez voltas rápidas em sequência, inclusive a melhor da prova, deu novo show de ultrapassagens, a mais emblemática no final, sobre Kimi Raikkonen, e chegou em quarto. No fim das contas, um final feliz para os 3 protagonistas: Fernando Alonso bicampeão, Felipe Massa conquistando a primeira vitória brasileira em casa desde Ayrton Senna em 1993 e Michael Schumacher encerrando sua brilhante carreira com uma grande corrida. Depois o alemão ainda voltaria, pilotando a Mercedes entre 2010 e 2012, mas sem grandes resultados.
Para os brasileiros, uma grande temporada para Felipe Massa e uma frustrante para Rubinho. Massa cresceu na equipe Ferrari ao longo do ano, venceu duas corridas, fez 3 poles e deu uma alegria ao torcedor brasileiro. Foi terceiro no mundial, com 80 pontos. Já Rubens Barrichello, após 6 temporadas na Ferrari, estreava pela Honda, mas não foi ao pódio, teve dificuldades para se adaptar e viu Jenson Button dar a primeira vitória à equipe na Hungria. Marcou 30 pontos, ficando numa discreta sétima colocação.

## Pré-temporada
O Calendário foi inicialmente anunciado como o mesmo que em 2005, com o GP da Bélgica, marcado para o dia 17 de setembro. No entanto, em 8 de fevereiro, a FIA anunciou que a RACB estava retirando Spa Francorchamps do Calendário de 2006 da Fórmula 1 devido à falta de tempo para concluir as melhorias para a pista. A tradicional corrida recebeu forte apoio dos pilotos e do presidente da FIA Max Mosley e teve a sua volta em 2007.
2006 foi a última temporada com dois fabricantes de Pneus (Bridgestone e Michelin). Em Dezembro de 2005, a FIA anunciou que a partir da Temporada de 2008, haveria apenas um fornecedor de pneus. Cinco dias depois, a Michelin anunciou que iria parar de fornecer pneus para a Fórmula 1 no fim da temporada de 2006, pois não queria estar na Fórmula 1 como única fonecedora de pneus.
No fim de 2005, três equipes foram compradas: Minardi, Sauber Petronas e Jordan. A Minardi foi comprada pela Red Bull GmbH, tornando-se Toro Rosso, Red Bull em italiano. A equipe Sauber foi vendida para o grupo BMW. A Jordan, que havia sido comprada pelo Grupo Midland em 2004, mudou seu nome para MF1 Racing após um ano de transição em 2005.
Em 2006, houve também a introdução de uma nova equipe Japonesa: A Super Aguri, fundada pelo ex-piloto de Fórmula 1 Aguri Suzuki, que entrou de última hora. A Super Aguri notificou à FIA em 1 de Novembro de 2005 (antes do prazo de 15 de novembro) sua intenção de entrar como equipe em 2006, mas a lista inicial de entrada da FIA declarou que não havia aprovado a entrada da mesma. No entanto, a equipe recebeu a permissão das dez equipes existentes para competir e pagou aos Estados Unidos US$ 48 milhões (48 milhões de dólares) exigidos como depósito. A equipe foi confirmada pela FIA em 26 de janeiro de 2006.

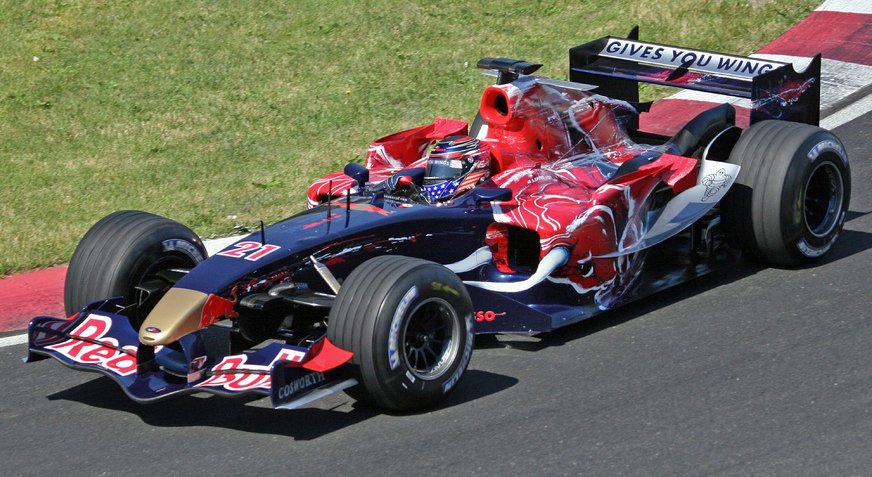
Scuderia Toro Rosso, equipe irmã da Red Bull Racing que teve em seu primeiro ano, os pilotos Liuzzi e Speed.
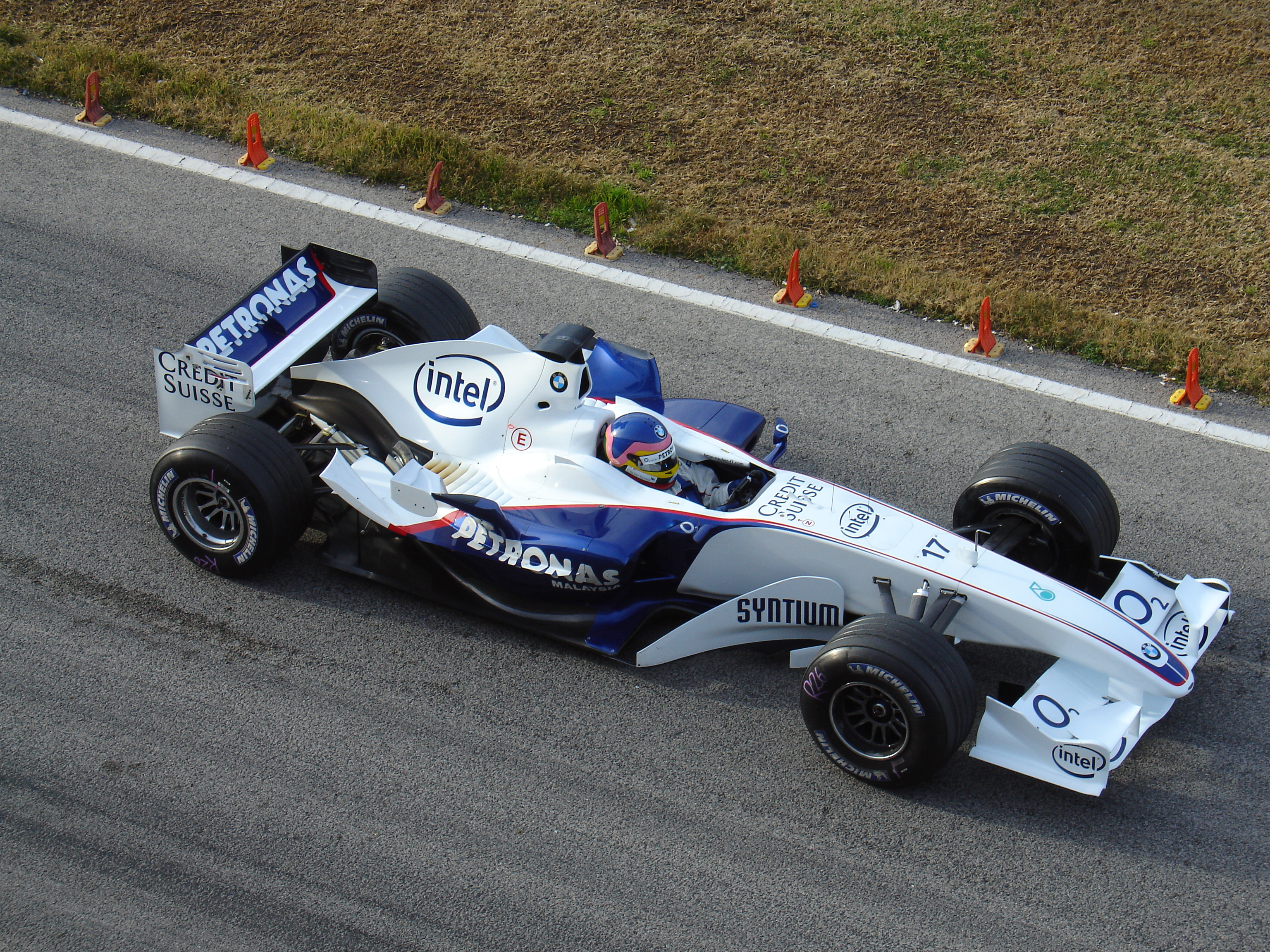
Nova BMW Sauber, com os pilotos Heidfeld e Villeneuve.
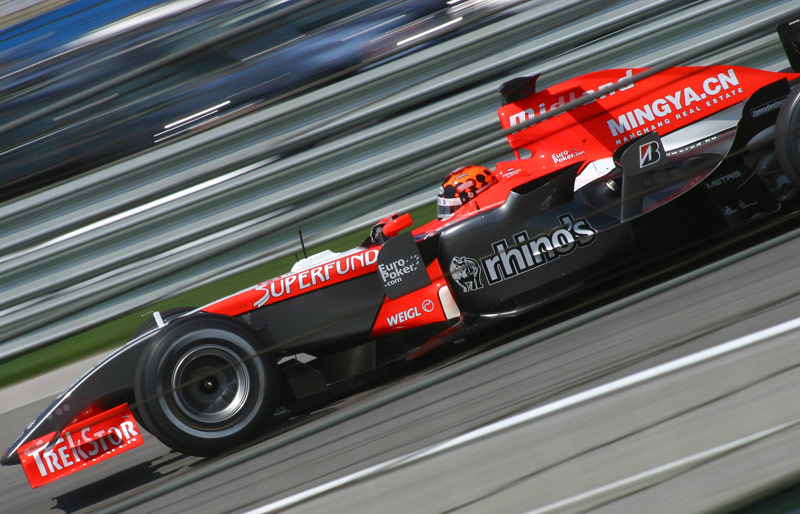
MF1: Após um ano de transição, a equipe corre em 2006 com uma licença russa e contou com os pilotos Monteiro e Albers. Após o final do Grande Prêmio da Turquia de 2006 foi vendida para a Spyker Cars N.V. que rebatizou a equipe para Spyker na temporada de 2006.

## Pilotos e construtores
Os três primeiros colocados da temporada de 2006:
| Campeão         | Vice-campeão       | 3º Lugar     |
|                 |                    |              |
| Fernando Alonso | Michael Schumacher | Felipe Massa |
| Renault         | Ferrari            | Ferrari      |

| Equipe                                             | Construtor                   | Chassis   | Motor                    | Pneu | Nº | Piloto               | Corridas Disputadas | Nº | Piloto Reserva                                                               |
| -------------------------------------------------- | ---------------------------- | --------- | ------------------------ | ---- | -- | -------------------- | ------------------- | -- | ---------------------------------------------------------------------------- |
| Mild Seven Renault F1 Team                         | Renault                      | R26       | Renault RS26 2.4 V8      | M    | 1  | Fernando Alonso      | Todas               | -  | Jonathan Cochet Heikki Kovalainen José María López Nelson Piquet Jr.         |
| Mild Seven Renault F1 Team                         | Renault                      | R26       | Renault RS26 2.4 V8      | M    | 2  | Giancarlo Fisichella | Todas               | -  | Jonathan Cochet Heikki Kovalainen José María López Nelson Piquet Jr.         |
| Team McLaren Mercedes                              | McLaren-Mercedes             | MP4-21    | Mercedes FO 108S 2.4 V8  | M    | 3  | Kimi Räikkönen       | Todas               | -  | Pedro de la Rosa Gary Paffett Lewis Hamilton                                 |
| Team McLaren Mercedes                              | McLaren-Mercedes             | MP4-21    | Mercedes FO 108S 2.4 V8  | M    | 4  | Juan Pablo Montoya   | 1-10                | -  | Pedro de la Rosa Gary Paffett Lewis Hamilton                                 |
| Team McLaren Mercedes                              | McLaren-Mercedes             | MP4-21    | Mercedes FO 108S 2.4 V8  | M    | 4  | Pedro de la Rosa     | 11-18               | -  | Pedro de la Rosa Gary Paffett Lewis Hamilton                                 |
| Scuderia Ferrari Marlboro                          | Ferrari                      | 248 F1    | Ferrari 056 2.4 V8       | B    | 5  | Michael Schumacher   | Todas               | -  | Luca Badoer Marc Gené                                                        |
| Scuderia Ferrari Marlboro                          | Ferrari                      | 248 F1    | Ferrari 056 2.4 V8       | B    | 6  | Felipe Massa         | Todas               | -  | Luca Badoer Marc Gené                                                        |
| Panasonic Toyota Racing                            | Toyota                       | TF106     | Toyota RVX-06 2.4 V8     | B    | 7  | Ralf Schumacher      | Todas               | -  | Olivier Panis Andy Soucek Ricardo Zonta                                      |
| Panasonic Toyota Racing                            | Toyota                       | TF106     | Toyota RVX-06 2.4 V8     | B    | 8  | Jarno Trulli         | Todas               | -  | Olivier Panis Andy Soucek Ricardo Zonta                                      |
| Williams F1 Team                                   | Williams-Cosworth            | FW28      | Cosworth CA2006 2.4 V8   | B    | 9  | Mark Webber          | Todas               | 35 | Alexander Wurz Narain Karthikeyan                                            |
| Williams F1 Team                                   | Williams-Cosworth            | FW28      | Cosworth CA2006 2.4 V8   | B    | 10 | Nico Rosberg         | Todas               | 35 | Alexander Wurz Narain Karthikeyan                                            |
| Lucky Strike Honda Racing F1 Team                  | Honda                        | RA106     | Honda RA806E 2.4 V8      | M    | 11 | Rubens Barrichello   | Todas               | 36 | Anthony Davidson James Rossiter Marco Andretti                               |
| Lucky Strike Honda Racing F1 Team                  | Honda                        | RA106     | Honda RA806E 2.4 V8      | M    | 12 | Jenson Button        | Todas               | 36 | Anthony Davidson James Rossiter Marco Andretti                               |
| Red Bull Racing                                    | Red Bull Racing-Ferrari      | RB2       | Ferrari 056 2.4 V8       | M    | 14 | David Coulthard      | Todas               | 37 | Robert Doornbos Michael Ammermüller                                          |
| Red Bull Racing                                    | Red Bull Racing-Ferrari      | RB2       | Ferrari 056 2.4 V8       | M    | 15 | Christian Klien      | 1-15                | 37 | Robert Doornbos Michael Ammermüller                                          |
| Red Bull Racing                                    | Red Bull Racing-Ferrari      | RB2       | Ferrari 056 2.4 V8       | M    | 15 | Robert Doornbos      | 16-18               | 37 | Robert Doornbos Michael Ammermüller                                          |
| BMW Sauber F1 Team                                 | BMW Sauber                   | F1.06     | BMW P86 2.4 V8           | M    | 16 | Nick Heidfeld        | Todas               | 38 | Robert Kubica Sebastian Vettel                                               |
| BMW Sauber F1 Team                                 | BMW Sauber                   | F1.06     | BMW P86 2.4 V8           | M    | 17 | Jacques Villeneuve   | 1-12                | 38 | Robert Kubica Sebastian Vettel                                               |
| BMW Sauber F1 Team                                 | BMW Sauber                   | F1.06     | BMW P86 2.4 V8           | M    | 17 | Robert Kubica        | 13-18               | 38 | Robert Kubica Sebastian Vettel                                               |
| Midland F1 Racing (1–15) Spyker MF1 Racinr (16–18) | Midland-Toyota Spyker-Toyota | M16       | Toyota RVX-06 2.4 V8     | B    | 18 | Tiago Monteiro       | Todas               | 39 | Markus Winkelhock Giorgio Mondini Adrian Sutil Alexandre Prémat Ernesto Viso |
| Midland F1 Racing (1–15) Spyker MF1 Racinr (16–18) | Midland-Toyota Spyker-Toyota | M16       | Toyota RVX-06 2.4 V8     | B    | 19 | Christijan Albers    | Todas               | 39 | Markus Winkelhock Giorgio Mondini Adrian Sutil Alexandre Prémat Ernesto Viso |
| Scuderia Toro Rosso                                | Toro Rosso-Cosworth          | STR01     | Cosworth TJ2006 3.0 V101 | M    | 20 | Vitantonio Liuzzi    | Todas               | 40 | Neel Jani                                                                    |
| Scuderia Toro Rosso                                | Toro Rosso-Cosworth          | STR01     | Cosworth TJ2006 3.0 V101 | M    | 21 | Scott Speed          | Todas               | 40 | Neel Jani                                                                    |
| Super Aguri F1 Team                                | Super Aguri-Honda            | SA05 SA06 | Honda RA806E 2.4 V8      | B    | 22 | Takuma Sato          | Todas               | 41 | Franck Montagny Sakon Yamamoto                                               |
| Super Aguri F1 Team                                | Super Aguri-Honda            | SA05 SA06 | Honda RA806E 2.4 V8      | B    | 23 | Yuji Ide             | 1-4                 | 41 | Franck Montagny Sakon Yamamoto                                               |
| Super Aguri F1 Team                                | Super Aguri-Honda            | SA05 SA06 | Honda RA806E 2.4 V8      | B    | 23 | Franck Montagny      | 5-11                | 41 | Franck Montagny Sakon Yamamoto                                               |
| Super Aguri F1 Team                                | Super Aguri-Honda            | SA05 SA06 | Honda RA806E 2.4 V8      | B    | 23 | Sakon Yamamoto       | 12-18               | 41 | Franck Montagny Sakon Yamamoto                                               |

Renault: campeã em 2005, a equipe manteve Fernando Alonso e Giancarlo Fisichella, visando conquistar o bicampeonato entre pilotos e construtores.
Mclaren: Depois de ver o domínio da Ferrari, a equipe teve problemas de motor e perdeu a chance de retomar a hegemonia em 2005, mas para 2006 prometia lutar novamente pelo título, equipada pelos motores Mercedes e com a sua dupla de pilotos mantida: Kimi Räikkönen e Juan Pablo Montoya.
Ferrari: Dominante no começo do século, a equipe decepcionou e perdeu a hegemonia em 2005. Para 2006, apostava na mudança de regulamento, que voltou a permitir trocas de pneus, além de apresentar um novo piloto para ser companheiro de Schumacher: o brasileiro Felipe Massa, vindo da Sauber para substituir o compatriota Rubens Barrichello.
Toyota: Surpreendeu com o quarto lugar em 2005, almejando lutar por vitórias em 2006. Manteve Ralf Schumacher e Jarno Trulli como seus pilotos.
Williams: A equipe começou "do zero" em 2006. Depois de um 2005, modesto, sem vitórias, a equipe se separou da BMW, assinando com a Cosworth para 2006, ou seja, sem grandes expectativas. O australiano Mark Webber permaneceu na equipe e o alemão Nico Rosberg campeão da GP2 em 2005 assumiu a vaga do compatriota Nick Heidfeld.
Honda: A montadora comprou o espólio da BAR, para quem forneceu motores entre 1999 e 2005. Jenson Button seguiu na equipe e Rubens Barrichello, insatisfeito na Ferrari, chegou para ocupar o lugar de Takuma Sato. Eram grandes as expectativas em torno da nova equipe.
Red Bull: Depois de uma boa estreia em 2005, a equipe ampliou suas ambições: trocou os motores Cosworth pelos Ferrari, além de criar um time B, mantendo seus dois pilotos: David Coulthard e Chistian Klein.
BMW Sauber: A montadora alemã, depois do fim da parceria com a Williams, comprou a equipe Sauber, mas mantendo o nome e Peter Sauber como chefe. O alemão Nick Heidfeld deixou a Williams para pilotar a nova equipe, ao lado de Jacques Villeneuve, que já havia pilotado a Sauber em 2005.
Midland: Equipe que surgiu com a compra da Jordan por investidores russos, mantendo Tiago Monteiro na equipe e trazendo Christijan Albers, que havia pilotado a Minardi no ano anterior.
Scuderia Toro Rosso: A Red Bull comprou a Minardi, montando um time B e passando a realizar um programa de desenvolvimento de jovens pilotos. Para 2006, contou com o italiano Vitantonio Liuzzi, que pilotou a Red Bull em 2005 em algumas provas, e Scott Speed, norte americano, que era egresso da GP2.
Super Aguri: A equipe foi criada para ser um time B da Honda, chefiada pelo ex piloto Aguri Suzuki. Teria uma dupla de japoneses: o já experiente Takuma Sato, que liderava o time após uma temporada decepcionante na BAR e o novato Yuji Ide.
↑1  Limitação de giro

## Trocas de pilotos
Mudanças de Pilotos durante a temporada.
| Piloto     | Equipe            | Posição Inicial  | Posição Final   |
| ---------- | ----------------- | ---------------- | --------------- |
| Montoya    | McLaren-Mercedes  | Segundo Piloto   | Desempregado    |
| De La Rosa | McLaren-Mercedes  | Piloto de Testes | Segundo Piloto  |
| Klien      | Red Bull-Ferrari  | Segundo Piloto   | Desempregado    |
| Doornbos   | Red Bull-Ferrari  | Terceiro Piloto  | Segundo Piloto  |
| Villeneuve | BMW Sauber        | Segundo Piloto   | Desempregado    |
| Kubica     | BMW Sauber        | Terceiro Piloto  | Segundo Piloto  |
| Ide        | Super Aguri-Honda | Segundo Piloto   | Desempregado    |
| Montagny   | Super Aguri-Honda | Terceiro Piloto  | Segundo Piloto  |
| Yamamoto   | Super Aguri-Honda | Terceiro Piloto  | Segundo Piloto  |
| Montagny   | Super Aguri-Honda | Segundo Piloto   | Terceiro Piloto |

## Trocas de equipes
A MF1 Racing foi comprada pela empresa automobilística holandesa Spyker.
| Equipe     | GP Inicial              | GP Final                 |
| ---------- | ----------------------- | ------------------------ |
| MF1 Racing | Grande Prêmio do Barém  | Grande Prêmio da Turquia |
| Spyker F1  | Grande Prêmio da Itália | Grande Prêmio do Brasil  |

## Calendário
Foram disputadas um total de 18 corridas. O Grande Prêmio da Austrália foi realizado mais tarde do que o habitual, para evitar um confronto com os Jogos da Commonwealth de 2006. Pela primeira vez, o Barém sediou o primeiro Grand Prix. O Brasil sediou a última corrida, enquanto o Japão e a China trocaram suas datas originais.
Em relação a temporada 2005, a FIA anunciou que o Grande Prêmio da Bélgica foi retirado do calendário, por conta das reformas que estavam sendo realizadas no Circuito de Spa-Francorchamps durante esse período.
| GP | Título Oficial do GP de FORMULA 1    | Grande Prêmio      | Circuito                       | Local        | Data           | Hora  | Hora     | Hora |
| GP | Título Oficial do GP de FORMULA 1    | Grande Prêmio      | Circuito                       | Local        | Data           | Local | Brasília |      |
| -- | ------------------------------------ | ------------------ | ------------------------------ | ------------ | -------------- | ----- | -------- | ---- |
| 1  | Gulf Air Bahrain Grand Prix          | GP do Barém        | Bahrain International Circuit  | Sakhir       | 12 de março    | 14:30 | 08:30    |      |
| 2  | Petronas Malaysian Grand Prix        | GP da Malásia      | Sepang International Circuit   | Kuala Lumpur | 19 de março    | 15:00 | 04:00    |      |
| 3  | Foster's Australian Grand Prix       | GP da Austrália    | Melbourne Grand Prix Circuit   | Melbourne    | 2 de abril     | 14:00 | 01:00    |      |
| 4  | Gran Premio Foster's di San Marino   | GP de San Marino   | Autodromo Enzo e Dino Ferrari  | Ímola        | 23 de abril    | 14:00 | 09:00    |      |
| 5  | European Grand Prix                  | GP da Europa       | Nürburgring                    | Nürburg      | 7 de maio      | 14:00 | 09:00    |      |
| 6  | Gran Premio Telefónica de España     | GP da Espanha      | Circuit de Catalunya           | Barcelona    | 14 de maio     | 14:00 | 09:00    |      |
| 7  | Grand Prix de Monaco                 | GP de Mônaco       | Circuit de Monaco              | Monte-Carlo  | 28 de maio     | 14:00 | 09:00    |      |
| 8  | Foster's British Grand Prix          | GP da Grã-Bretanha | Silverstone Circuit            | Silverstone  | 11 de junho    | 13:00 | 08:00    |      |
| 9  | Grand Prix du Canada                 | GP do Canadá       | Circuit Gilles Villeneuve      | Montreal     | 25 de junho    | 13:00 | 14:00    |      |
| 10 | United States Grand Prix             | GP dos EUA         | Indianapolis Motor Speedway    | Indianapolis | 2 de julho     | 14:00 | 15:00    |      |
| 11 | Grand Prix de France                 | GP da França       | Circuit de Nevers Magny-Cours  | Magny Cours  | 16 de julho    | 14:00 | 09:00    |      |
| 12 | Großer Mobil 1 Preis von Deutschland | GP da Alemanha     | Hockenheimring                 | Hockenheim   | 30 de julho    | 14:00 | 09:00    |      |
| 13 | Magyar Nagydij                       | GP da Hungria      | Hungaroring                    | Budapeste    | 6 de agosto    | 14:00 | 09:00    |      |
| 14 | Petrol Ofisi Turkish Grand Prix      | GP da Turquia      | Istanbul Park                  | Istambul     | 27 de agosto   | 15:00 | 09:00    |      |
| 15 | Gran Premio Vodafone d'Italia        | GP da Itália       | Autodromo Nazionale Monza      | Monza        | 10 de setembro | 14:00 | 09:00    |      |
| 16 | Sinopec Chinese Grand Prix           | GP da China        | Shanghai International Circuit | Shangai      | 1 de outubro   | 14:00 | 03:00    |      |
| 17 | Fuji Television Japanese Grand Prix  | GP do Japão        | Suzuka Circuit                 | Suzuka       | 8 de outubro   | 14:00 | 02:00    |      |
| 18 | Grande Prêmio do Brasil              | GP do Brasil       | Autódromo de Interlagos        | São Paulo    | 22 de outubro  | 14:00 | 14:00    |      |

## Resultados

### Grandes Prêmios
| GP | Grande Prê(é)mio   | Pole Position        | Volta mais rápida  | Vencedor             | Equipe(a) | Descrição |
| -- | ------------------ | -------------------- | ------------------ | -------------------- | --------- | --------- |
| 1  | GP do Barém        | Michael Schumacher   | Nico Rosberg       | Fernando Alonso      | Renault   | descrição |
| 2  | GP da Malásia      | Giancarlo Fisichella | Fernando Alonso    | Giancarlo Fisichella | Renault   | descrição |
| 3  | GP da Austrália    | Jenson Button        | Kimi Raikkonen     | Fernando Alonso      | Renault   | descrição |
| 4  | GP de San Marino   | Michael Schumacher   | Fernando Alonso    | Michael Schumacher   | Ferrari   | descrição |
| 5  | GP da Europa       | Fernando Alonso      | Michael Schumacher | Michael Schumacher   | Ferrari   | descrição |
| 6  | GP da Espanha      | Fernando Alonso      | Felipe Massa       | Fernando Alonso      | Renault   | descrição |
| 7  | GP de Mônaco       | Fernando Alonso      | Michael Schumacher | Fernando Alonso      | Renault   | descrição |
| 8  | GP da Grã-Bretanha | Fernando Alonso      | Fernando Alonso    | Fernando Alonso      | Renault   | descrição |
| 9  | GP do Canadá       | Fernando Alonso      | Kimi Raikkonen     | Fernando Alonso      | Renault   | descrição |
| 10 | GP dos EUA         | Michael Schumacher   | Michael Schumacher | Michael Schumacher   | Ferrari   | descrição |
| 11 | GP da França       | Michael Schumacher   | Michael Schumacher | Michael Schumacher   | Ferrari   | descrição |
| 12 | GP da Alemanha     | Kimi Raikkonen       | Michael Schumacher | Michael Schumacher   | Ferrari   | descrição |
| 13 | GP da Hungria      | Kimi Raikkonen       | Felipe Massa       | Jenson Button        | Honda     | descrição |
| 14 | GP da Turquia      | Felipe Massa         | Michael Schumacher | Felipe Massa         | Ferrari   | descrição |
| 15 | GP da Itália       | Kimi Raikkonen       | Kimi Raikkonen     | Michael Schumacher   | Ferrari   | descrição |
| 16 | GP da China        | Fernando Alonso      | Fernando Alonso    | Michael Schumacher   | Ferrari   | descrição |
| 17 | GP do Japão        | Felipe Massa         | Fernando Alonso    | Fernando Alonso      | Renault   | descrição |
| 18 | GP do Brasil       | Felipe Massa         | Michael Schumacher | Felipe Massa         | Ferrari   | descrição |

### Campeonato de Pilotos

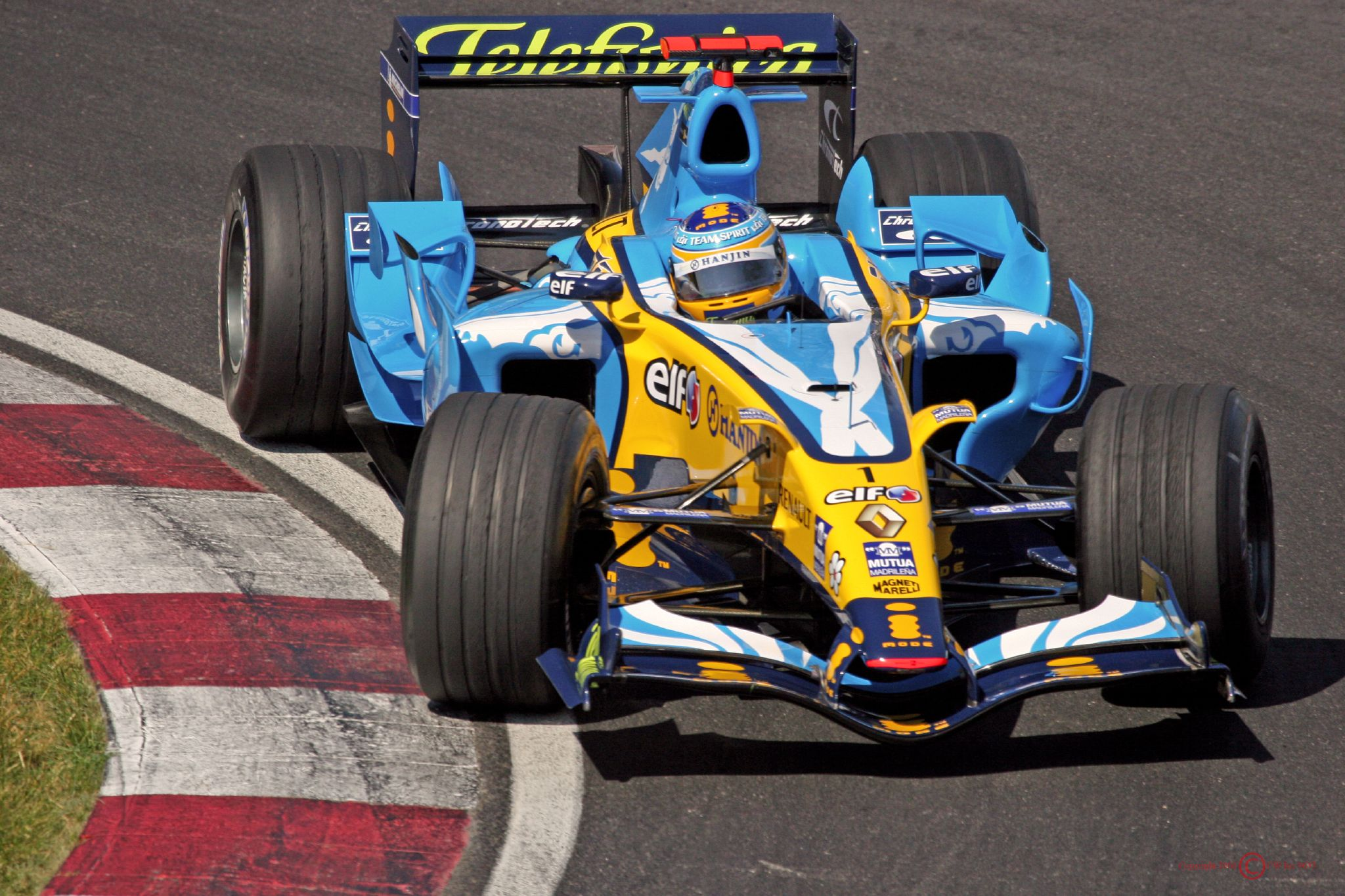
Fernando Alonso, campeão do mundo de 2006 pela segunda vez, com 134 pontos.
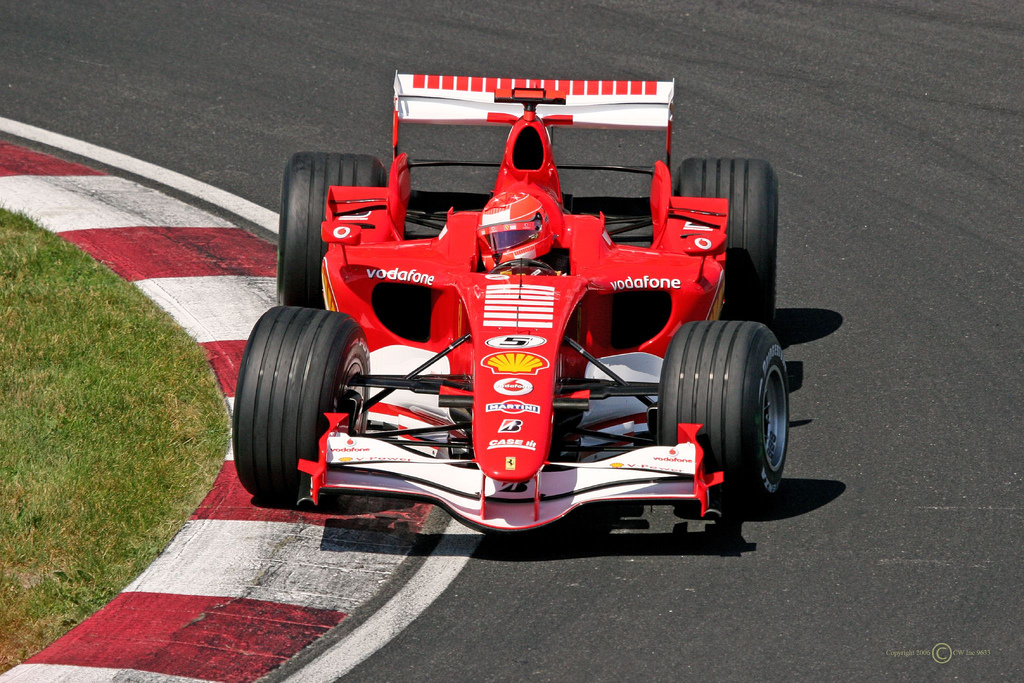
Michael Schumacher, onde se pensava ser sua última temporada na Fórmula 1, terminou como vice-campeão do mundo em 2006, 13 pontos atrás de Alonso.
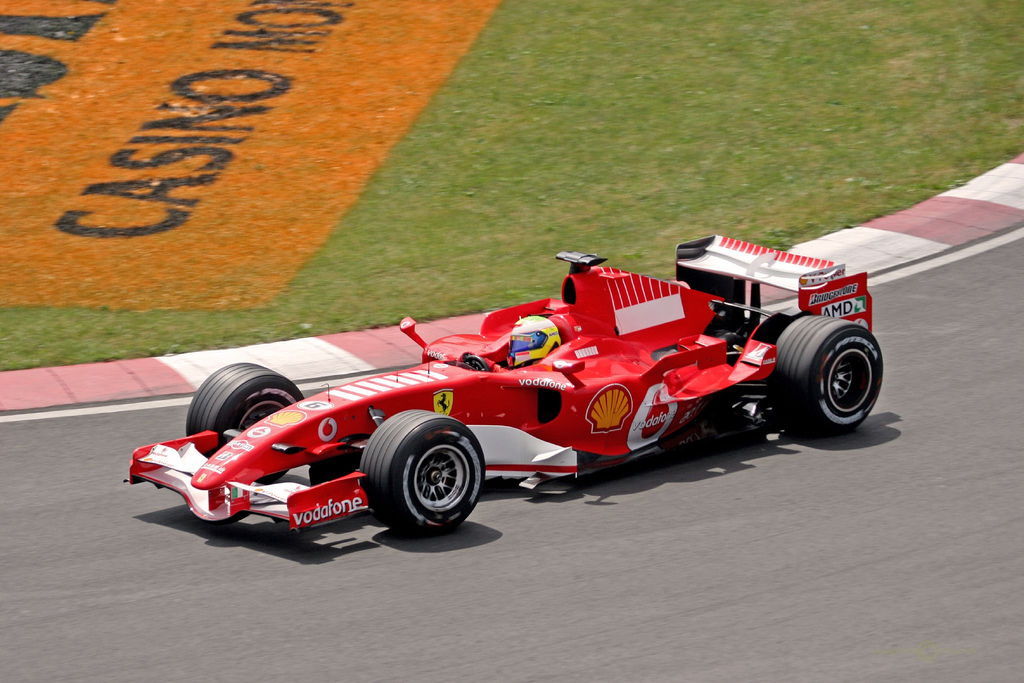
Felipe Massa, colega de equipe de Schumacher, impressionou em seu primeiro ano na Ferrari, ficando em 3º no campeonato, com 80 pontos.

| Pos | Piloto               | BAR | MYS | AUS | SMR | EUR | SPA | MÔN | GBR | CAN | EUA | FRA | GER | HUN | TUR | ITA | CHN | JAP | BRA | Pts |
| --- | -------------------- | --- | --- | --- | --- | --- | --- | --- | --- | --- | --- | --- | --- | --- | --- | --- | --- | --- | --- | --- |
| 1   | Fernando Alonso      | 1   | 2   | 1   | 2   | 2   | 1   | 1   | 1   | 1   | 5   | 2   | 5   | Ret | 2   | Ret | 2   | 1   | 2   | 134 |
| 2   | Michael Schumacher   | 2   | 6   | Ret | 1   | 1   | 2   | 5   | 2   | 2   | 1   | 1   | 1   | 8   | 3   | 1   | 1   | Ret | 4   | 121 |
| 3   | Felipe Massa         | 9   | 5   | Ret | 4   | 3   | 4   | 9   | 5   | 5   | 2   | 3   | 2   | 7   | 1   | 9   | Ret | 2   | 1   | 80  |
| 4   | Giancarlo Fisichella | Ret | 1   | 5   | 8   | 6   | 3   | 6   | 4   | 4   | 3   | 6   | 6   | Ret | 6   | 4   | 3   | 3   | 6   | 72  |
| 5   | Kimi Räikkönen       | 3   | Ret | 2   | 5   | 4   | 5   | Ret | 3   | 3   | Ret | 5   | 3   | Ret | Ret | 2   | Ret | 5   | 5   | 65  |
| 6   | Jenson Button        | 4   | 3   | 10  | 7   | Ret | 6   | 11  | Ret | 9   | Ret | Ret | 4   | 1   | 4   | 5   | 4   | 4   | 3   | 56  |
| 7   | Rubens Barrichello   | 15  | 10  | 7   | 10  | 5   | 7   | 4   | 10  | Ret | 6   | Ret | Ret | 4   | 8   | 6   | 6   | 12  | 7   | 30  |
| 8   | Juan Pablo Montoya   | 5   | 4   | Ret | 3   | Ret | Ret | 2   | 6   | Ret | Ret | NP  | NP  | NP  | NP  | NP  | NP  | NP  | NP  | 26  |
| 9   | Nick Heidfeld        | 12  | Ret | 4   | 13  | 10  | 8   | 7   | 7   | 7   | Ret | 8   | Ret | 3   | 14  | 8   | 7   | 8   | 17† | 23  |
| 10  | Ralf Schumacher      | 14  | 8   | 3   | 9   | Ret | Ret | 8   | Ret | Ret | Ret | 4   | 9   | 6   | 7   | 15  | Ret | 7   | Ret | 20  |
| 11  | Pedro de la Rosa     | NP  | NP  | NP  | NP  | NP  | NP  | NP  | NP  | NP  | NP  | 7   | Ret | 2   | 5   | Ret | 5   | 11  | 8   | 19  |
| 12  | Jarno Trulli         | 16  | 9   | Ret | Ret | 9   | 10  | 17† | 11  | 6   | 4   | Ret | 7   | 12† | 9   | 7   | Ret | 6   | Ret | 15  |
| 13  | David Coulthard      | 10  | Ret | 8   | Ret | Ret | 14  | 3   | 12  | 8   | 7   | 9   | 11  | 5   | 15† | 12  | 9   | Ret | Ret | 14  |
| 14  | Mark Webber          | 6   | Ret | Ret | 6   | Ret | 9   | Ret | Ret | 12  | Ret | Ret | Ret | Ret | 10  | 10  | 8   | Ret | Ret | 7   |
| 15  | Jacques Villeneuve   | Ret | 7   | 6   | 12  | 8   | 12  | 14  | 8   | Ret | Ret | 11  | Ret | Les | NP  | NP  | NP  | NP  | NP  | 7   |
| 16  | Robert Kubica        | NP  | NP  | NP  | NP  | NP  | NP  | NP  | NP  | NP  | NP  | NP  | NP  | DSQ | 12  | 3   | 13  | 9   | 9   | 6   |
| 17  | Nico Rosberg         | 7   | Ret | Ret | 11  | 7   | 11  | Ret | 9   | Ret | 9   | 14  | Ret | Ret | Ret | Ret | 11  | 10  | Ret | 4   |
| 18  | Christian Klien      | 8   | Ret | Ret | Ret | Ret | 13  | Ret | 14  | 11  | Ret | 12  | 8   | Ret | 11  | 11  | NP  | NP  | NP  | 2   |
| 19  | Vitantonio Liuzzi    | 11  | 11  | Ret | 14  | Ret | 15† | 10  | 13  | 13  | 8   | 13  | 10  | Ret | Ret | 14  | 10  | 14  | 13  | 1   |
| 20  | Scott Speed          | 13  | Ret | 9   | 15  | 11  | Ret | 13  | Ret | 10  | Ret | 10  | 12  | 11  | 13  | 13  | 14  | 18† | 11  | 0   |
| 21  | Tiago Monteiro       | 17  | 13  | Ret | 16  | 12  | 16  | 15  | 16  | 14  | Ret | Ret | DSQ | 9   | Ret | Ret | Ret | 16  | 15  | 0   |
| 22  | Christijan Albers    | Ret | 12  | 11  | Ret | 13  | Ret | 12  | 15  | Ret | Ret | 15  | DSQ | 10  | Ret | 17  | 15  | Ret | 14  | 0   |
| 23  | Takuma Sato          | 18  | 14  | 12  | Ret | Ret | 17  | Ret | 17  | 15† | Ret | Ret | Ret | 13  | NC  | 16  | DSQ | 15  | 10  | 0   |
| 24  | Robert Doornbos      | NP  | NP  | NP  | NP  | NP  | NP  | NP  | NP  | NP  | NP  | NP  | NP  | NP  | NP  | NP  | 12  | 13  | 12  | 0   |
| 25  | Yuji Ide             | Ret | Ret | 13  | Ret | NP  | NP  | NP  | NP  | NP  | NP  | NP  | NP  | NP  | NP  | NP  | NP  | NP  | NP  | 0   |
| 26  | Sakon Yamamoto       | NP  | NP  | NP  | NP  | NP  | NP  | NP  | NP  | NP  | NP  | NP  | Ret | Ret | Ret | Ret | 16  | 17  | 16  | 0   |
| 27  | Franck Montagny      | NP  | NP  | NP  | NP  | Ret | Ret | 16  | 18  | Ret | Ret | 16  | NP  | NP  | NP  | NP  | NP  | NP  | NP  | 0   |
| Pos | Piloto               | BHR | MYS | AUS | SMR | EUR | SPA | MÔN | GBR | CAN | EUA | FRA | GER | HUN | TUR | ITA | CHN | JAP | BRA | Pts |

| Cor        | Resultado             |
| ---------- | --------------------- |
| Ouro       | Vencedor              |
| Prata      | 2.º lugar             |
| Bronze     | 3.º lugar             |
| Verde      | Terminou, nos pontos  |
| Azul       | Terminou, sem pontos  |
| Púrpura    | Ret – Retirou-se      |
| Vermelho   | NQ – Não qualificado  |
| Preto      | DSQ – Desqualificado  |
| Branco     | NL – Não largou       |
| Branco     | C – Corrida cancelada |
| Azul claro | AT – Apenas Treino    |
| Sem cor    | NP – Não participou   |
| Sem cor    | Les – Lesionado       |
| Sem cor    | EX – Excluído         |

- Em negrito indica pole position e itálico volta mais rápida.

| Pos | Piloto               | Construtor(es)      | Largadas | Vitórias | Pódiums | Poles | Voltas Rápidas | Pontos |
| --- | -------------------- | ------------------- | -------- | -------- | ------- | ----- | -------------- | ------ |
| 1   | Fernando Alonso      | Renault             | 18       | 7        | 14      | 6     | 5              | 134    |
| 2   | Michael Schumacher   | Ferrari             | 18       | 7        | 12      | 4     | 7              | 121    |
| 3   | Felipe Massa         | Ferrari             | 18       | 2        | 7       | 3     | 2              | 80     |
| 4   | Giancarlo Fisichella | Renault             | 18       | 1        | 5       | 1     | 0              | 72     |
| 5   | Kimi Räikkönen       | McLaren-Mercedes    | 18       | 0        | 6       | 3     | 3              | 65     |
| 6   | Jenson Button        | Honda               | 18       | 1        | 3       | 1     | 0              | 56     |
| 7   | Rubens Barrichello   | Honda               | 18       | 0        | 0       | 0     | 0              | 30     |
| 8   | Juan Pablo Montoya   | McLaren-Mercedes    | 10       | 0        | 2       | 0     | 0              | 26     |
| 9   | Nick Heidfeld        | Sauber BMW          | 18       | 0        | 1       | 0     | 0              | 23     |
| 10  | Ralf Schumacher      | Toyota              | 18       | 0        | 1       | 0     | 0              | 20     |
| 11  | Pedro de la Rosa     | McLaren-Mercedes    | 8        | 0        | 1       | 0     | 0              | 19     |
| 12  | Jarno Trulli         | Toyota              | 18       | 0        | 0       | 0     | 0              | 15     |
| 13  | David Coulthard      | Red Bull-Ferrari    | 18       | 0        | 1       | 0     | 0              | 14     |
| 14  | Mark Webber          | Williams-Cosworth   | 18       | 0        | 0       | 0     | 0              | 7      |
| 15  | Jacques Villeneuve   | BMW Sauber          | 12       | 0        | 0       | 0     | 0              | 7      |
| 16  | Robert Kubica        | BMW Sauber          | 6        | 0        | 1       | 0     | 0              | 6      |
| 17  | Nico Rosberg         | Williams-Cosworth   | 18       | 0        | 0       | 0     | 1              | 4      |
| 18  | Christian Klien      | Red Bull-Ferrari    | 15       | 0        | 0       | 0     | 0              | 2      |
| 19  | Vitantonio Liuzzi    | Toro Rosso-Cosworth | 18       | 0        | 0       | 0     | 0              | 1      |
| 20  | Scott Speed          | Toro Rosso-Cosworth | 18       | 0        | 0       | 0     | 0              | 0      |
| 21  | Tiago Monteiro       | MF1-Toyota          | 18       | 0        | 0       | 0     | 0              | 0      |
| 22  | Christijan Albers    | MF1-Toyota          | 18       | 0        | 0       | 0     | 0              | 0      |
| 23  | Takuma Sato          | Super Aguri-Honda   | 18       | 0        | 0       | 0     | 0              | 0      |
| 24  | Robert Doornbos      | Red Bull-Ferrari    | 3        | 0        | 0       | 0     | 0              | 0      |
| 25  | Yuji Ide             | Super Aguri-Honda   | 4        | 0        | 0       | 0     | 0              | 0      |
| 26  | Sakon Yamamoto       | Super Aguri-Honda   | 7        | 0        | 0       | 0     | 0              | 0      |
| 27  | Franck Montagny      | Super Aguri-Honda   | 7        | 0        | 0       | 0     | 0              | 0      |

### Construtores
| Pos | Construtor          | Carro no. | BAR | MYS | AUS | SMR | EUR | SPA | MÔN | GBR | CAN | EUA | FRA | GER | HUN | TUR | ITA | CHN | JAP | BRA | Pontos |
| --- | ------------------- | --------- | --- | --- | --- | --- | --- | --- | --- | --- | --- | --- | --- | --- | --- | --- | --- | --- | --- | --- | ------ |
| 1   | Renault             | 1         | 1   | 2   | 1   | 2   | 2   | 1   | 1   | 1   | 1   | 5   | 2   | 5   | Ret | 2   | Ret | 2   | 1   | 2   | 206    |
| 1   | Renault             | 2         | Ret | 1   | 5   | 8   | 6   | 3   | 6   | 4   | 4   | 3   | 6   | 6   | Ret | 6   | 4   | 3   | 3   | 6   | 206    |
| 2   | Ferrari             | 5         | 2   | 6   | Ret | 1   | 1   | 2   | 5   | 2   | 2   | 1   | 1   | 1   | 8   | 3   | 1   | 1   | Ret | 4   | 201    |
| 2   | Ferrari             | 6         | 9   | 5   | Ret | 4   | 3   | 4   | 9   | 5   | 5   | 2   | 3   | 2   | 7   | 1   | 9   | Ret | 2   | 1   | 201    |
| 3   | McLaren-Mercedes    | 3         | 3   | Ret | 2   | 5   | 4   | 5   | Ret | 3   | 3   | Ret | 5   | 3   | Ret | Ret | 2   | Ret | 5   | 5   | 110    |
| 3   | McLaren-Mercedes    | 4         | 5   | 4   | Ret | 3   | Ret | Ret | 2   | 6   | Ret | Ret | 7   | Ret | 2   | 5   | Ret | 5   | 11  | 8   | 110    |
| 4   | Honda               | 11        | 15  | 10  | 7   | 10  | 5   | 7   | 4   | 10  | Ret | 6   | Ret | Ret | 4   | 8   | 6   | 6   | 12  | 7   | 86     |
| 4   | Honda               | 12        | 4   | 3   | 10  | 7   | Ret | 6   | 11  | Ret | 9   | Ret | Ret | 4   | 1   | 4   | 5   | 4   | 4   | 3   | 86     |
| 5   | BMW Sauber          | 16        | 12  | Ret | 4   | 13  | 10  | 8   | 7   | 7   | 7   | Ret | 8   | Ret | 3   | 14  | 8   | 7   | 8   | 17† | 36     |
| 5   | BMW Sauber          | 17        | Ret | 7   | 6   | 12  | 8   | 12  | 14  | 8   | Ret | Ret | 11  | Ret | DSQ | 12  | 3   | 13  | 9   | 9   | 36     |
| 6   | Toyota              | 7         | 14  | 8   | 3   | 9   | Ret | Ret | 8   | Ret | Ret | Ret | 4   | 9   | 6   | 7   | 15  | Ret | 7   | Ret | 35     |
| 6   | Toyota              | 8         | 16  | 9   | Ret | Ret | 9   | 10  | 17† | 11  | 6   | 4   | Ret | 7   | 12† | 9   | 7   | Ret | 6   | Ret | 35     |
| 7   | Red Bull-Ferrari    | 14        | 10  | Ret | 8   | Ret | Ret | 14  | 3   | 12  | 8   | 7   | 9   | 11  | 5   | 15† | 12  | 9   | Ret | Ret | 16     |
| 7   | Red Bull-Ferrari    | 15        | 8   | Ret | Ret | Ret | Ret | 13  | Ret | 14  | 11  | Ret | 12  | 8   | Ret | 11  | 11  | 12  | 13  | 12  | 16     |
| 8   | Williams-Cosworth   | 9         | 6   | Ret | Ret | 6   | Ret | 9   | Ret | Ret | 12  | Ret | Ret | Ret | Ret | 10  | 10  | 8   | Ret | Ret | 11     |
| 8   | Williams-Cosworth   | 10        | 7   | Ret | Ret | 11  | 7   | 11  | Ret | 9   | Ret | 9   | 14  | Ret | Ret | Ret | Ret | 11  | 10  | Ret | 11     |
| 9   | Toro Rosso-Cosworth | 20        | 11  | 11  | Ret | 14  | Ret | 15† | 10  | 13  | 13  | 8   | 13  | 10  | Ret | Ret | 14  | 10  | 14  | 13  | 1      |
| 9   | Toro Rosso-Cosworth | 21        | 13  | Ret | 9   | 15  | 11  | Ret | 13  | Ret | 10  | Ret | 10  | 12  | 11  | 13  | 13  | 14  | 18† | 11  | 1      |
| 10  | MF1-Toyota          | 18        | 17  | 13  | Ret | 16  | 12  | 16  | 15  | 16  | 14  | Ret | Ret | DSQ | 9   | Ret | Ret | Ret | 16  | 15  | 0      |
| 10  | MF1-Toyota          | 19        | Ret | 12  | 11  | Ret | 13  | Ret | 12  | 15  | Ret | Ret | 15  | DSQ | 10  | Ret | 17  | 15  | Ret | 14  | 0      |
| 11  | Super Aguri-Honda   | 22        | 18  | 14  | 12  | Ret | Ret | 17  | Ret | 17  | 15† | Ret | Ret | Ret | 13  | NC  | 16  | DSQ | 15  | 10  | 0      |
| 11  | Super Aguri-Honda   | 23        | Ret | Ret | 13  | Ret | Ret | Ret | 16  | 18  | Ret | Ret | 16  | Ret | Ret | Ret | Ret | 16  | 17  | 16  | 0      |
| Pos | Construtor          | Carro no. | BHR | MYS | AUS | SMR | EUR | ESP | MÔN | GBR | CAN | EUA | FRA | ALE | HUN | TUR | ITA | CHN | JAP | BRA | Pontos |

| Cor        | Resultado             |
| ---------- | --------------------- |
| Ouro       | Vencedor              |
| Prata      | 2.º lugar             |
| Bronze     | 3.º lugar             |
| Verde      | Terminou, nos pontos  |
| Azul       | Terminou, sem pontos  |
| Púrpura    | Ret – Retirou-se      |
| Vermelho   | NQ – Não qualificado  |
| Preto      | DSQ – Desqualificado  |
| Branco     | NL – Não largou       |
| Branco     | C – Corrida cancelada |
| Azul claro | AT – Apenas Treino    |
| Sem cor    | NP – Não participou   |
| Sem cor    | Les – Lesionado       |
| Sem cor    | EX – Excluído         |

| Pos | Construtor  | Chassi       | Motor               | Pneu | Pontos | Largadas | Vitórias | Pódiums | Poles | V. Rápidas |
| --- | ----------- | ------------ | ------------------- | ---- | ------ | -------- | -------- | ------- | ----- | ---------- |
| 1   | Renault     | R26          | Renault RS26 V8     | M    | 206    | 18       | 8        | 19      | 7     | 5          |
| 2   | Ferrari     | 248 F1       | Ferrari 056 V8      | B    | 201    | 18       | 9        | 19      | 7     | 9          |
| 3   | McLaren     | MP4-21       | Mercedes FO 108S V8 | M    | 110    | 18       | 0        | 9       | 3     | 3          |
| 4   | Honda       | RA106        | Honda RA806E V8     | M    | 86     | 18       | 1        | 3       | 1     | 0          |
| 5   | BMW Sauber  | F1.06        | BMW P86 V8          | M    | 36     | 18       | 0        | 2       | 0     | 0          |
| 6   | Toyota      | TF106 TF106B | Toyota RVX-06 V8    | B    | 35     | 18       | 0        | 1       | 0     | 0          |
| 7   | Red Bull    | RB2          | Ferrari 056 V8      | M    | 16     | 18       | 0        | 1       | 0     | 0          |
| 8   | Williams    | FW28         | Cosworth CA2006 V8  | B    | 11     | 18       | 0        | 0       | 0     | 1          |
| 9   | Toro Rosso  | STR01        | Cosworth TJ2006 V10 | M    | 1      | 18       | 0        | 0       | 0     | 0          |
| 10  | Midland F1  | M16          | Toyota RVX-06 V8    | B    | 0      | 18       | 0        | 0       | 0     | 0          |
| 11  | Super Aguri | SA05 SA06    | Honda RA806E V8     | B    | 0      | 18       | 0        | 0       | 0     | 0          |